# Brüderstraße 29 (Berlin)
Das Haus Brüderstraße 29 war ein historisches Gebäude in der Brüderstraße auf der Spreeinsel in Kölln (heute: Berlin-Mitte). Ursprünglich als Blüchersches Haus bezeichnet, gewann es als Humbert-Haus  eine kunsthistorische Bedeutung, als Karl Friedrich Schinkel 1813/1814 einen Saal für den Besitzer Jean Paul Humbert mit sechs Ölgemälden ausstattete.

## Lage und Umgebung

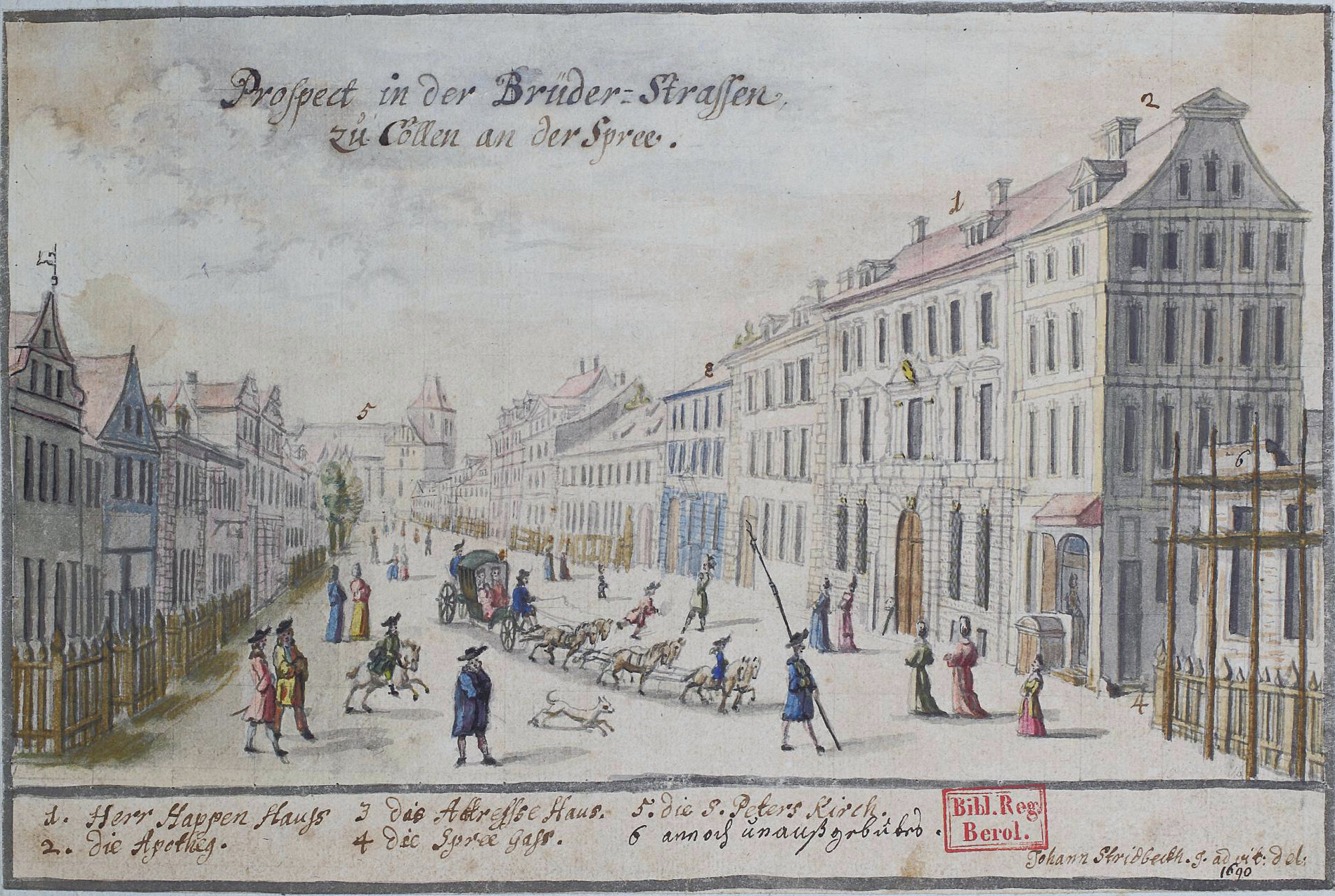
Stridbecks Darstellung der Brüderstraße, um 1690

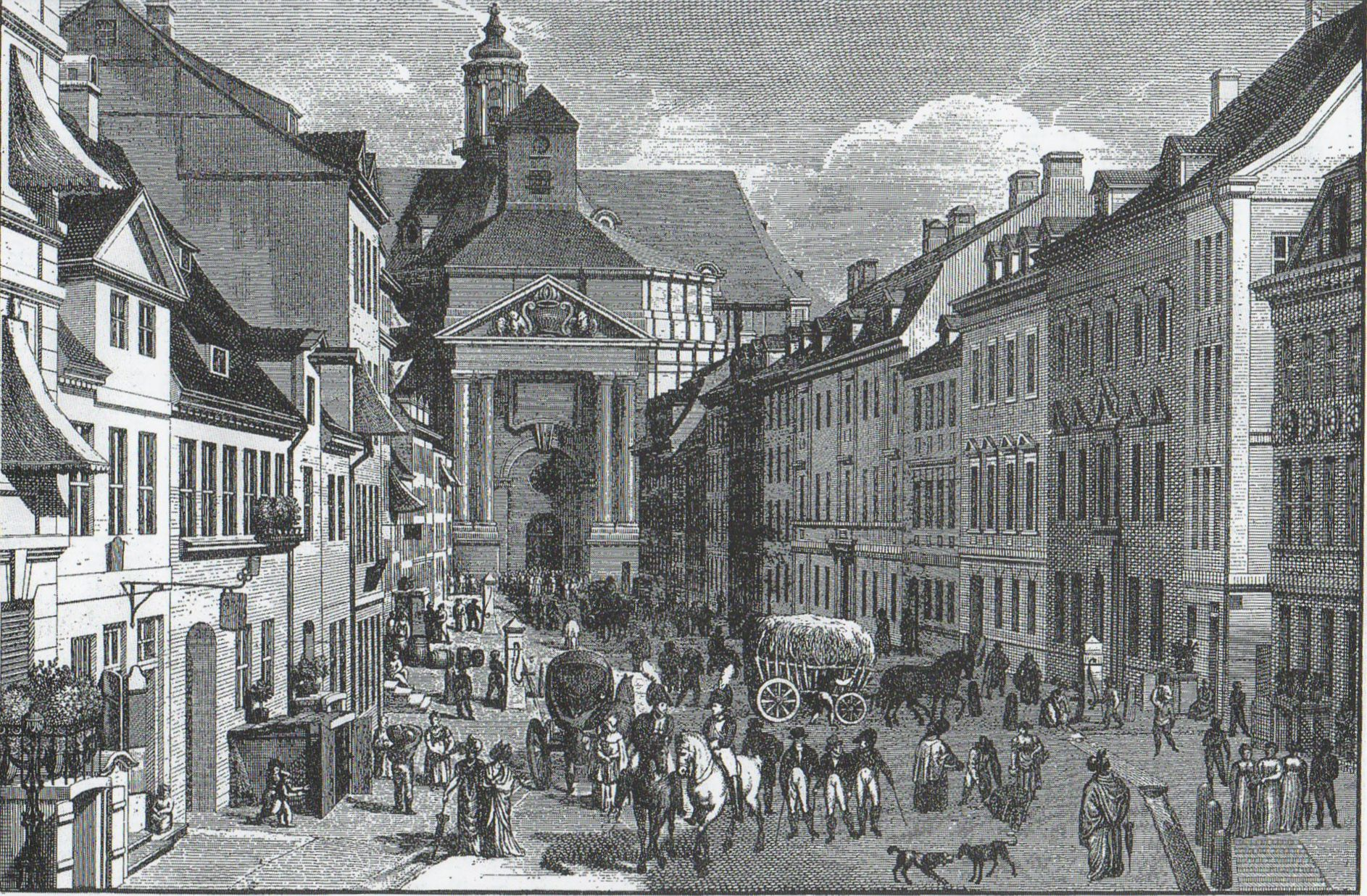
Catel: Die Brüderstraße, um 1808

Im Zuge der Reformation erhielt die Brüderstraße ein weltlicheres Aussehen, als sie es bisher gehabt hatte. Sie wurde mit zahlreichen Fachwerkhäusern bebaut. Um die Mitte des 17. Jahrhunderts fielen allerdings mehrere dieser Häuser einem Brand zum Opfer. Der Wiederaufbau wurde durch den Großen Kurfürsten vorangetrieben, so dass Johann Stridbeck der Jüngere auf seinem Prospekt von 1690 bereits zahlreiche stattliche Bauten verewigen konnte. Auf der linken Straßenseite waren zu Stridbecks Zeiten vor allem Renaissancegiebelhäuser vertreten, auf der rechten sind Bauten im holländischen Barockstil, den vor allem Arnold Nering vertrat, zu sehen, darunter das palastartige Haus Nr. 10, das 1737 vom Kabinettsminister von Happe verkauft wurde, weil vor der Tür eine unschuldig Verurteilte gehenkt worden war.
Etwa ein Jahrhundert nach Stridbeck bildete Catel die Straße ab. Die alte Petrikirche war mittlerweile abgerissen und durch den glücklosen Nachfolgebau ersetzt worden, der zu Catels Zeiten noch unvollendet war. Im September 1809, bald nach Vollendung des Catelschen Bildes, brannte die Bauruine nieder. Dieser Brand von 1809 wurde wiederum auch etlichen Wohnhäusern in der Brüderstraße zum Verhängnis, nicht aber dem Haus Nr. 29.

## Beschreibung und Eigentümer

### Anfänge
Ein erstes Zeugnis über die Existenz dieses Hauses bietet eine Grundbuchakte aus dem Jahr 1714. Damals ging das Haus aus dem Besitz der von Eichstädtischen Erben in den des Hof- und Kammergerichtsrates Christian George von Blücher über. Den Namen „Blüchersches Haus“, den es nach diesem Besitzer trug, behielt es auch noch, als es im Jahr 1755 an den Hof- und Ordensrat Peter Vigné verkauft worden war. Vigné zahlte für das Gebäude 12.000 Taler und damit das Doppelte des ursprünglichen Kaufpreises.
Das dreigeschossige Gebäude war verputzt und hatte eine Front von fünf Fenstern. Über dem zurücktretenden Mittelrisaliten befand sich ein Fledermausgaube in einem steilen Satteldach. Das mittlere Stockwerk wies geradlinige Balkenverdachungen über den Fenstern auf. Hans Mackowsky hielt das Haus für „eine gute Probe des Haustyps, wie er sich vom zweiten Jahrzehnt des achtzehnten Jahrhunderts an, zu Beginn der Regierung Friedrich Wilhelms I., in Berlin ausgebildet hat: durchaus bürgerlich und in der schmucklosen Gefälligkeit jenes verzopften Barocks, das der sparsamen Zeit des Soldatenkönigs die allgemeine Prägung lieh.“

### Decker
Am 1. April 1765 kaufte Georg Jacob Decker das Haus für 15.000 Taler. Decker war 1751 nach geschäftlichen Misserfolgen nach Berlin gekommen und war beim Hofbuchdrucker Henning untergekommen. Dort hatte er Reinhard Grynäus zum Kollegen, dessen Schwester Luise Dorothea er nach dem Tod seines Vaters, der sich dieser Verbindung widersetzt hatte, Anfang 1755 heiratete. Decker bemühte sich erfolgreich, das Grynäussche Offizin wieder wirtschaftlich flottzumachen. Nach dem Siebenjährigen Krieg verdiente er unter anderem an dem von Calzabigi eingerichteten genuesischen Lotto, für das besondere Pressen erforderlich waren. Diese standen im Finckensteinschen Palast. Nach einem Intermezzo als Lottodirektor und Kollekteneinnehmer besann sich Decker wieder auf seinen ursprünglichen Beruf und beantragte schließlich die Anwartschaft auf den Titel eines Hofbuchdruckers. Nachdem sein ehemaliger Arbeitgeber Henning gestorben war, erhielt er tatsächlich dessen Titel und Amt. Zu diesem Zeitpunkt kaufte er das Haus in der Brüderstraße, das nun für längere Zeit sein Wohnsitz und seine Arbeitsstätte als Hofbuchdrucker sein sollte. Dies erforderte einige Umbauten: Während das Vorderhaus, dessen Mitteletage die Familie Decker bezog, unverändert blieb, mussten ein Seitenflügel und das Quergebäude für die Druckerei umgestaltet werden. Im zweiten Stock des linken Hofflügels richtete Decker eine Schriftgießerei ein.

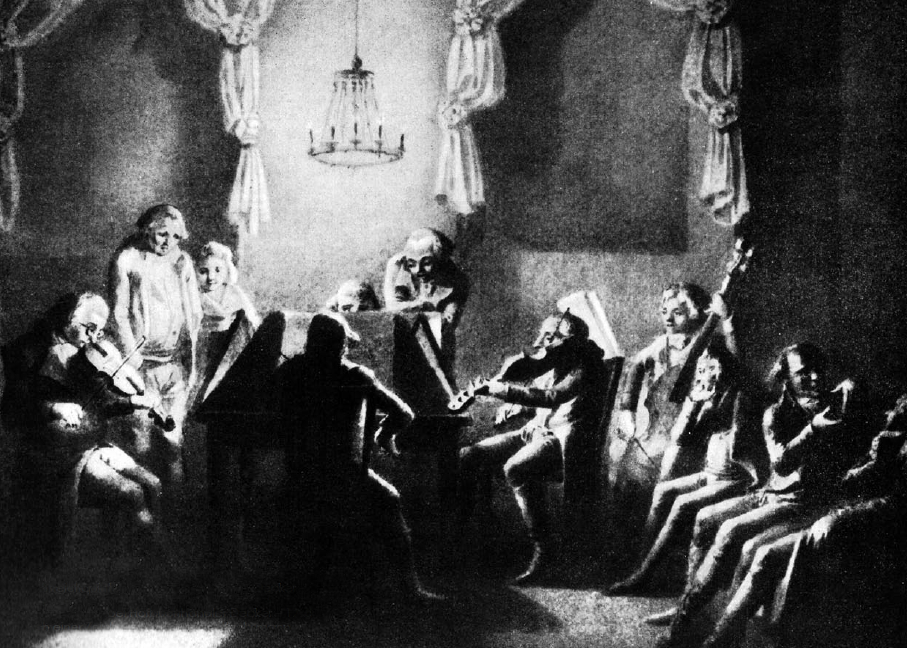
Anton Wachsmann: Streichquintett bei Hofbuchhändler Decker

In die Wohnung der Familie Decker gelangte man von der Hofeinfahrt aus über ein Treppenhaus mit schmiedeeisernem Geländer, das später, nach dem Abriss des Hauses, ins Märkische Museum kam. Die Wohnung verfügte über drei Front- und sechs Hofzimmer. Georg Jakob Decker und seine Frau bekamen zehn Kinder, von denen sechs über das Kleinkindalter hinaus am Leben blieben. Die Familie pflegte insbesondere die Hausmusik, wovon noch eine Tuschzeichnung des Malers Anton Wachsmann Zeugnis ablegt. In Deckers Haus verkehrten unter anderem Johann Jakob Engel, der Leibarzt Friedrichs II. Johann Carl Wilhelm Moehsen, der Astronom Bode, der Botaniker Gleditsch und der Dichter Gottlob Wilhelm Burmann und die Karschin. Letztere erfuhr in der Brüderstraße 29, dass Friedrich Wilhelm II. ihr ein eigenes Haus zukommen lassen wollte. Im Juni 1792 überließ Decker das Geschäft seinen Erben. Er lebte dann noch bis 1799 in der Beletage des Hauses, obwohl sein Sohn bereits 1794 die Druckerei in die Wilhelmstraße 75 verlegt hatte.

### Humbert
Im Jahr 1795 wurde das Haus an die Seidenfabrikanten Jean Paul Humbert und Johann Franz Labry verkauft. Diese gestalteten den rechten Seitenflügel, der bislang als Waschhaus gedient hatte, zum Warenlager um und richteten ihre Verkaufsräume im Erdgeschoss des Vorderhauses ein. Nach dem Tod Deckers 1799 zog Jean Paul Humbert in den ersten Stock des Vorderhauses ein. Zu Humberts Zeit wurde der Seidenanbau und die Seidenfabrikation durch Friedrich II. stark gefördert, und er kam rasch zu Wohlstand sowie auch durch diverse Ehrenämter in der französischen Kolonie und als Stadtverordnetenvorsteher von 1809 bis 1819 zu öffentlichen Ehren. 1812 starb Humberts erste Frau; 1816 ging er eine neue Ehe ein. Insgesamt zog er zehn Kinder auf.
Als geselliger Mann legte Humbert Wert auf entsprechende Räumlichkeiten. Er ließ vor seiner zweiten Eheschließung eine Wand zwischen den zwei Zimmern an der Nordseite des Hauses herausbrechen und schuf so einen Saal, der außer zwei Fenstern an der Vorderfront noch ein Hoffenster besaß. Trotz der ungünstigen Lichtverhältnisse sollte dieser Raum angemessen ausgeschmückt werden. Nachdem sich Humbert anlässlich eines Besuches Karl Friedrich Schinkels bei diesem nach einem passenden Maler erkundigt hatte, übernahm Schinkel 1813/1814 die Aufgabe, diesen Saal zu möblieren und vor allem auch mit den entsprechenden Bildern auszustatten, selbst. Schinkel sorgte für niedrige Möbel, die die auf Leinwand ausgeführten Ölgemälde nicht beeinträchtigten. An der Längswand des Saales waren ein Damenschreibtisch sowie eine Sofalandschaft untergebracht, zu der auch ein runder Tisch und Stühle gehörten. Jenseits eines Wandträgers, der die lange Fläche unterbrach und aus statischen Gründen nicht hatte entfernt werden können, stand der Flügel. Zwischen den Fenstern der vorderen Schmalseite befand sich ein Spiegel über einem Konsoltischchen mit Blattpflanzen. Das hintere Fenster verfügte über einen Tritt, auf dem ein Nähtischchen stand. Die zweite Längswand war durch Flügeltür, Ofen, Süßigkeitenschränkchen etc. besetzt. An der weißen Decke hing ein Kronleuchter, die Möbel hatten pompejanisch-rote Polsterbezüge.

### Schinkels Tageszeitenzyklus
Über dem gemalten Paneel hingen die sechs Ölbilder, die Schinkel zum Teil möglicherweise mit Hilfe von Kollegen wie dem Theatermaler Karl Wilhelm Gropius und dem früh verstorbenen Karl Ferdinand Zimmermann innerhalb eines halben Jahres gestaltete: Der Morgen, Der Mittag, Der Nachmittag, Die Abenddämmerung, Der Abend und Die Nacht. Sie waren, je nach den Erfordernissen des Raumes, verschieden breit, aber jeweils ziemlich genau 2,60 m hoch.

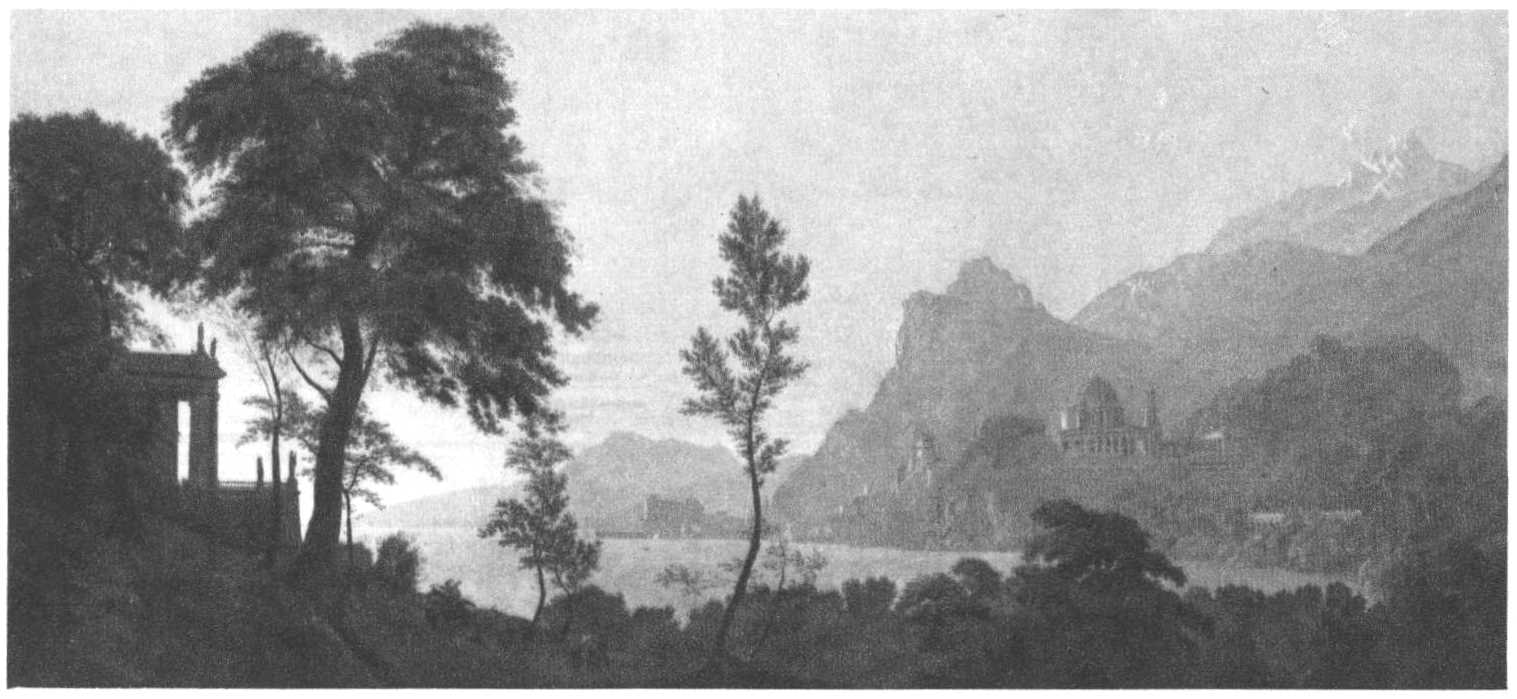
Der Morgen
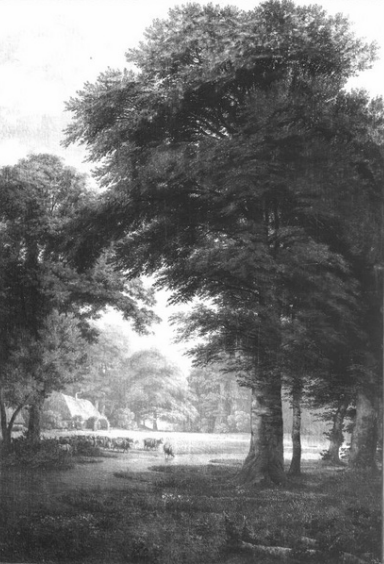
Der Mittag
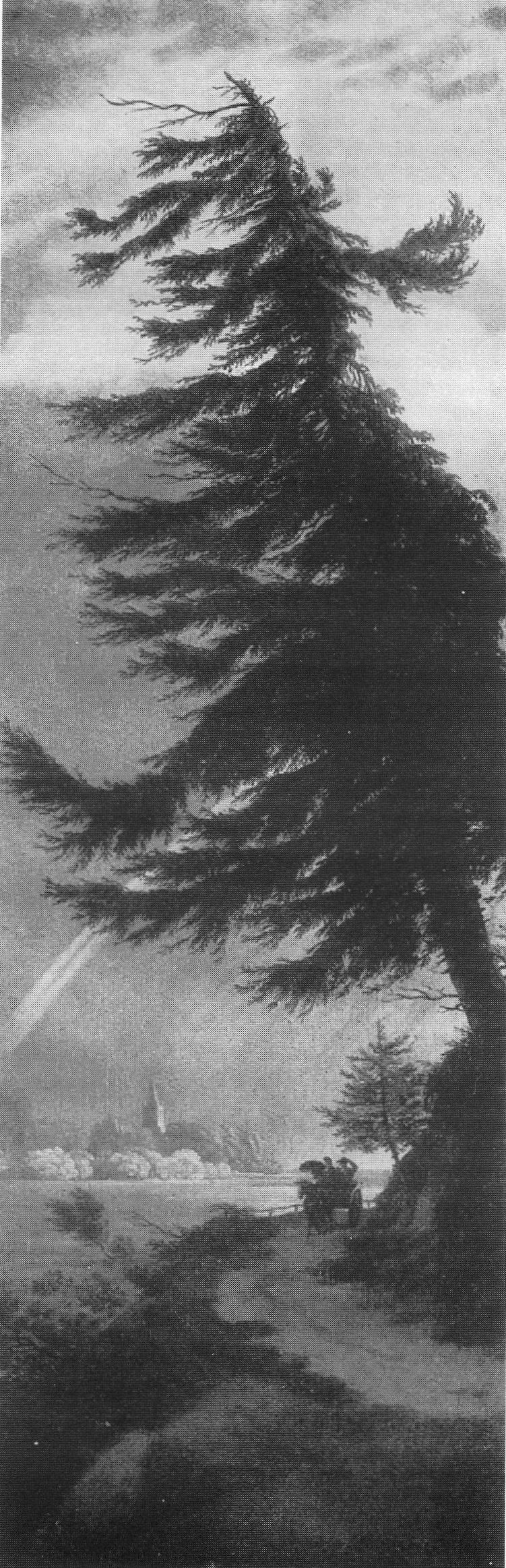
Der Nachmittag
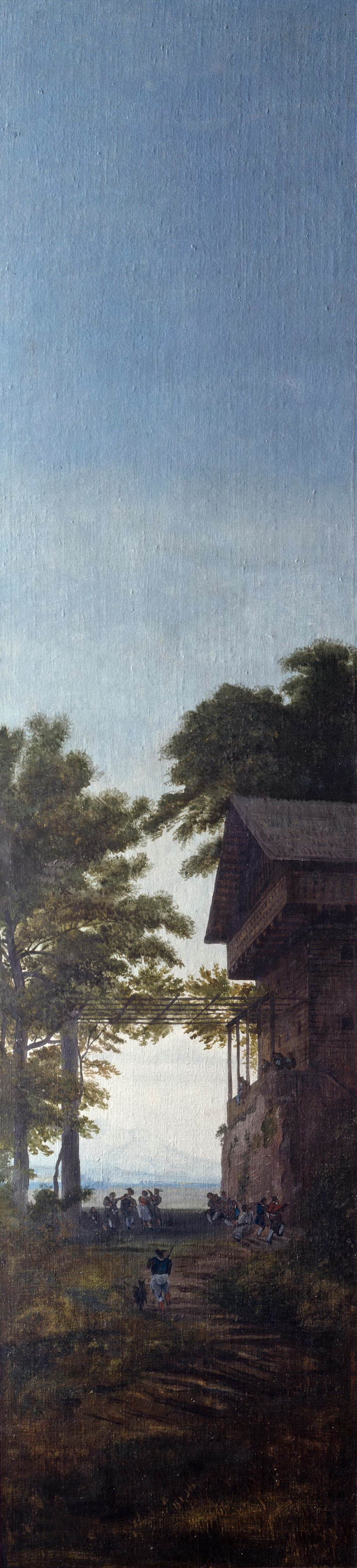
Die Abenddämmerung
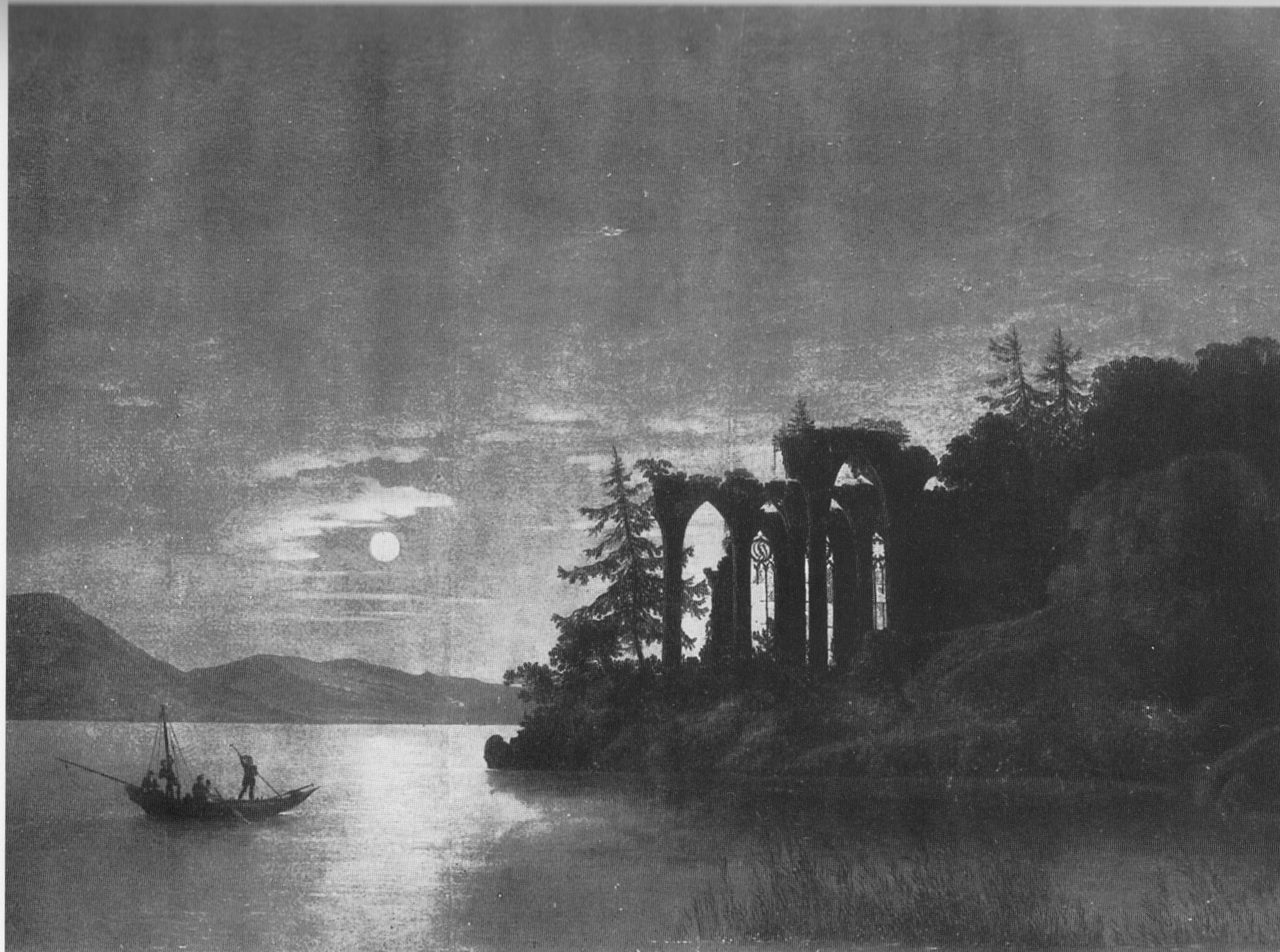
Die Nacht

Die Gemälde wiesen sehr verschiedene landschaftliche Elemente und Staffagen auf, bildeten jedoch nicht nur durch die relativ einheitliche Höhe, sondern auch durch den Stimmungsbogen, den der Wandel des Wettergeschehens herstellte, eine Einheit. Mackowsky beschrieb dies mit den Worten: „Heiter und unbewölkt offenbart sich der Morgen, über dem Mittag ballt sich schon leichtes Gewölk, das sich am Nachmittag zu schwerem Gewitter verdichtet; im Brand des Abends schmilzt sich die Luft wieder rein, steht blaß und kühl über der dämmernden Welt, bis dann der Mond die letzten zarten Dunstschleier aus der gereinigten Atmosphäre verscheucht.“
In Der Morgen kombinierte Schinkel die Landschaft um einen oberitalienischen See mit einer Stadt samt vorgeschobenem Kastell, die eher an Neapel erinnert. Weiter im Vordergrund war innerhalb einer Parklandschaft eine Kuppelkirche mit Kolonnaden zu sehen, die an den Petersdom denken ließ, sowie ein antiker Tempel. Der Mittag zeigte dagegen eine Landschaft der nordischen Tiefebene, in der in einer Waldlichtung unter mächtigen Buchen strohgedeckte Bauernhäuser und eine Viehherde am Ufer eines Baches zu sehen waren. Der schmale, hochformatige Nachmittag zeigte eine vom Gewitterwind zerzauste Wettertanne, unter der ein Einspänner mit zwei Reisenden dahinfuhr. Im Hintergrund war eine gotische Kirche unter einem Regenbogen zu sehen. Auf dem Bild Der Abend war das nachmittägliche Gewitter vorbei; aber noch zeigte sich der Pfad durchnässt, auf dem zwei Wanderer und ein Heukarren unterwegs waren. Ein Hochwald, über dem goldenes Licht stand, füllte etwa zwei Drittel der Bildfläche. Die Abenddämmerung spiegelt Eindrücke von Schinkels Reise ins Salzkammergut wider. Rechts ist ein Bauwerk mit Schindeldach zu sehen, unter der Pergola des Vorplatzes haben sich Menschen zu Tanz und Musik zusammengefunden. Eine romantische Mondscheinlandschaft mit gotischer Kirchenruine auf einer Landzunge in einem See war auf dem Gemälde Die Nacht zu sehen.
Nach Jean Paul Humberts Tod im Jahr 1831 zog dessen ältester Sohn Eduard in die Beletage der Brüderstraße 29. Er behielt den Saal in der von seinem Vater gewählten Gestalt bei. Für den Laden wurde 1834 ein „Schauspind“ mit Schinkelschem Palmettenfries geplant; ob dieser allerdings tatsächlich gebaut wurde, ist nicht gesichert. Eduard Humbert trat das Geschäft 1854 an seinen Neffen Louis Gärtner ab, der schon 1816 Labry als Sozius ersetzt hatte. Die Schinkelgemälde wurden testamentarisch dem König Wilhelm I. vermacht, der sie der 1876 neu eröffneten Nationalgalerie übergab. Deren Direktor Max Jordan übernahm den Nachmittag und den Abend in die Schausammlung, die übrigen Bilder der Serie kamen teils ins Depot, teils außer Haus. Morgen, Mittag und Nacht befanden sich lange Zeit im Palais des Grafen Raczyński, ehe dieses zugunsten des Neubaus des Reichstagsgebäudes abgerissen wurde. 1902 kam der ganze Tageszeitenzyklus in die Dienstwohnung des Oberpräsidenten in Danzig; etwa zehn Jahre später gelangten die Bilder wieder nach Berlin zurück. Während des Zweiten Weltkriegs waren sie offenbar im Flakturm Friedrichshain ausgelagert; fünf der sechs Gemälde sind seitdem verschollen. Nur die Abenddämmerung entging diesem Schicksal. Es gehört immer noch zum Bestand der Alten Nationalgalerie in Berlin.

### Koch

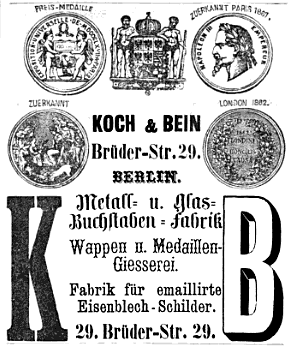
Werbeanzeige von Koch und Bein

Nachdem Eduard Humbert und seine Frau gestorben waren, wurde das Haus 1868 an Ernst Benjamin Koch verkauft. Dieser richtete in der Brüderstraße 29 die Metall- und Glasbuchstabenfabrik Koch und Bein ein, die 1857 gegründet worden war, sich vor dem Umzug für kurze Zeit im Haus Brüderstraße 11 befunden hatte und offenbar ursprünglich in der Neuen Friedrichsstraße 49 angesiedelt gewesen war. Koch und Bein produzierten unter anderem Firmenschilder, außerdem stammten die Stationsschilder fast aller Eisenbahnen in Deutschland von dieser Firma. Koch schmückte die Fassade mit allerlei Schildern, Medaillen und Wappen sowie mit anderthalb Meter hohen freiplastisch in Zinkguss dargestellten Männern aus dem preußischen Wappen. Besondere Mühe mit der Dekoration gab er sich anlässlich der Siegesfeier nach dem Deutsch-Französischen Krieg: Koch und Bein errichteten vor dem Haus eine auf Säulen ruhende Kuppel, die die deutsche Kaiserkrone trug. Die Außenseiten waren mit den Wappen der deutschen Fürsten und freien Städte verziert, die sich an dem Krieg beteiligt hatten. Vier Türme mit Nischen, in denen Statuen des Kaisers, des Kronprinzen, Bismarcks, Moltkes und Roons standen, umgaben diesen Tempel, der außerdem mit Bannern, Fahnen und Medaillen geschmückt war. Innen befanden sich das preußische Wappen, riesige Schildhalter und diverse Gedenktafeln.
Koch wollte eigentlich das Haus komplett umbauen, entschloss sich dann aber, stattdessen in die Ritterstraße 49 umzuziehen, und verkaufte das Gebäude 1888 an Rudolph Hertzog.

### Hertzog

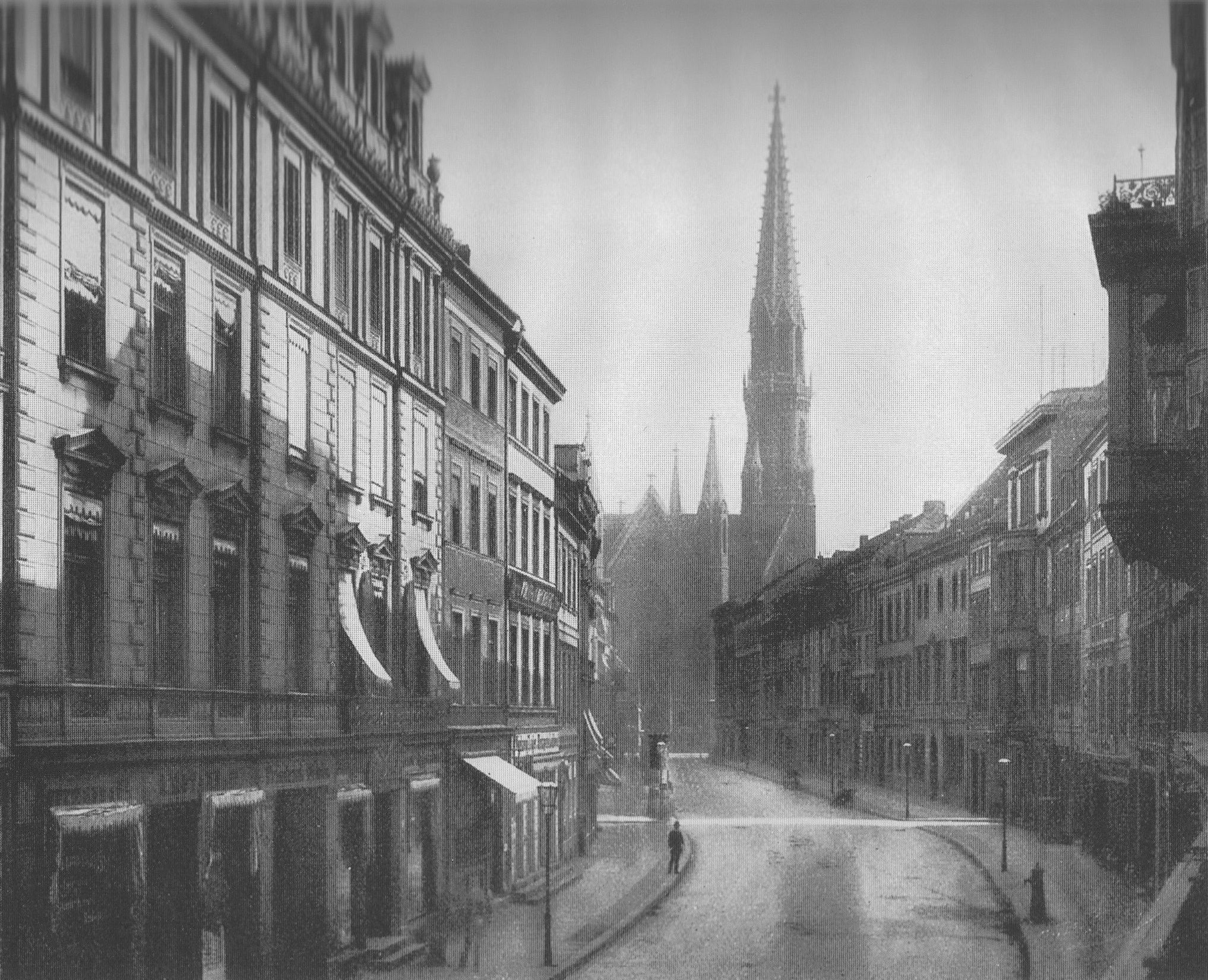
Die Brüderstraße im 19. Jahrhundert

Im 19. Jahrhundert wurde irrtümlicherweise eine Gedenktafel für Johann Ernst Gotzkowsky, der im Nachbarhaus gewohnt hatte, an dem Haus Brüderstraße 29 angebracht.
Hertzog ließ das alte Satteldach mit der Fledermausgaube abreißen. Der Sims wurde erhöht und die Fassade vereinfacht. Der Saal, den Decker angelegt hatte, wurde nun mit anderen Räumen zu einer ganzen Zimmerflucht zusammengelegt. Die Brüderstraße war im 19. Jahrhundert zu einer Geschäftsstraße geworden. Die gesamte Front der einen Seite, von der Scharrenstraße bis zur Neumannsgasse, bestand nun aus der Rückseite des Hertzogschen Warenhauses, dessen Hauptsitz sich bis 1930 beinahe über das gesamte Gebiet zwischen Brüderstraße, Neumannsgasse, Breiter Straße und Scharrenstraße erstreckte. Von diesem Gebäudekomplex ist das denkmalgeschützte Haus Brüderstraße 26 aus den Jahren 1908/09 erhalten geblieben.

## Abriss und spätere Bebauung

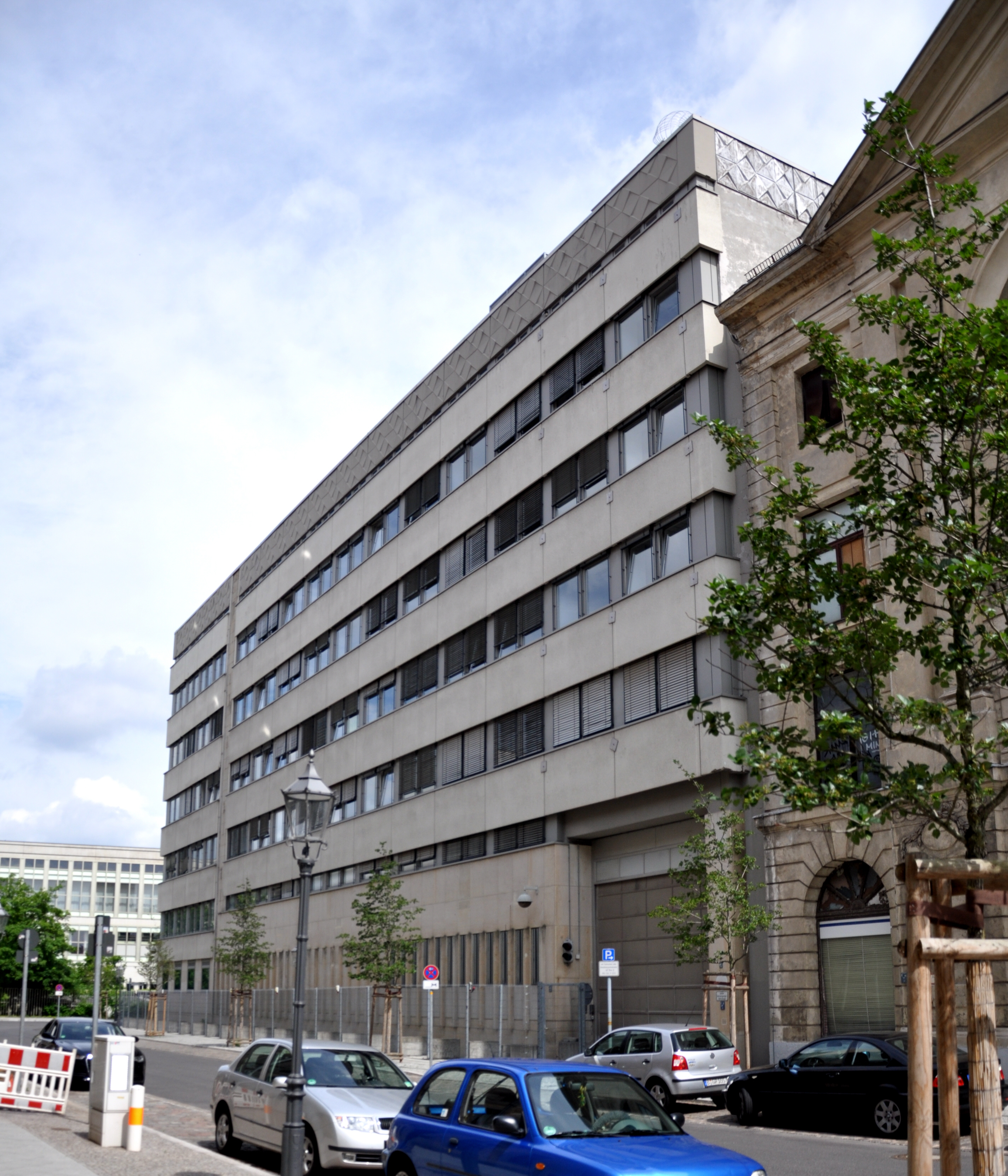
Situation 2012

Das Haus Nr. 29 war nach dem Zweiten Weltkrieg noch vorhanden und wurde, wie seine Nachbargebäude zur Linken, in den 1960er Jahren abgerissen, um einem Neubau des Bauministeriums der DDR Platz zu machen, dem auch die gesamte Bebauung dieses Blocks an der Breiten Straße zum Opfer fiel. 